# NGC 2371
NGC 2371 (również Mgławica Cukierek lub NGC 2372) – mgławica planetarna znajdująca się w konstelacji Bliźniąt. Mgławica ta jest odległa o około 4300 lat świetlnych od Ziemi.
Została odkryta 12 marca 1785 roku przez Williama Herschela. Tej samej nocy obserwował on ją jeszcze raz, jednak nie zdał sobie sprawy, że to ta sama mgławica i skatalogował ją po raz drugi jako nowo odkryty obiekt. Ta pomyłka Herschela sprawiła, że w katalogu NGC mgławica została zapisana pod dwoma numerami: NGC 2371 oraz NGC 2372.